# Джулиета Мазина
Джулиета Мазина (на италиански: Giulietta Masina) е италианска актриса. Тя е най-известна с главните роли в няколко филма, режисирани от нейния съпруг Федерико Фелини. За ролята си в „Нощите на Кабирия“ получава наградата на Филмовия фестивал в Кан за най-добра актриса през 1957 година. 

## Биография
Мазина е родена през 1921 година в Сан Джорджо ди Пиано, близо до Болоня, в семейството на цигулар и учителка. Първоначално учи литература, а след това актьорско майсторство. Докато следва в Римския университет се включва в драматична трупа, а по-късно – в театъра Атенео. През 1943 година играе главната роля в радиосериал по сценарий на Фелини, за когото се жени малко по-късно. Започва да играе в киното през 1948 година, като постига най-големи успехи през 50-те и 60-те години. Умира през 1994 година в Рим и е погребана в Римини до нейния съпруг.

## Избрана филмография
| година | филм                    | оригинално заглавие | роля                  | режисьор                          |
| ------ | ----------------------- | ------------------- | --------------------- | --------------------------------- |
| 1951   | Светлините на вариетето | Luci del varietà    | Мелина Амур           | Федерико Фелини / Алберто Латуада |
| 1952   | Белият шейх             | Lo sceicco bianco   | Кабирия               | Федерико Фелини                   |
| 1954   | Пътят                   | La Strada           | Джелсомина            | Федерико Фелини                   |
| 1955   | Измамата                | Il bidone           | Ирис                  | Федерико Фелини                   |
| 1957   | Нощите на Кабирия       | Le notti di Cabiria | Кабирия               | Федерико Фелини                   |
| 1973   | Амаркорд                | Amarcord            | Приятелка на Градиска | Федерико Фелини                   |